# Anubis bohemani
Anubis bohemani là một loài bọ cánh cứng trong họ Cerambycidae.